# Вілінська сільська рада
Ві́лінська сільська́ ра́да — адміністративно-територіальна одиниця та орган місцевого самоврядування в Бахчисарайському районі Автономної Республіки Крим. Адміністративний центр — село Віліне.

## Загальні відомості
- Населення ради: 6 925 осіб (станом на 2001 рік)

## Населені пункти
Сільській раді були підпорядковані населені пункти:
- с. Віліне
- с. Розсадне

## Склад ради
Рада складалася з 30 депутатів та голови.
- Голова ради: Пучкова Людмила Андріївна

### Керівний склад попередніх скликань
| Прізвище, ім'я, по батькові | Основні відомості                                                         | Дата обрання | Дата звільнення |
| --------------------------- | ------------------------------------------------------------------------- | ------------ | --------------- |
| Пучкова Людмила Андрыъвна   | Сільський голова, 1969 року народження, член Партії регіонів              | 26.03.2006   | 31.10.2010      |
| Пучкова Людмила Андріївна   | Сільський голова, 1969 року народження, освіта вища, член Партії регіонів | 31.10.2010   |                 |

Примітка: таблиця складена за даними сайту Верховної Ради України

### Депутати
За результатами місцевих виборів 2010 року депутатами ради стали:

#### За суб'єктами висування
| Суб'єкт висування           | Кількість обраних депутатів | %    |
| --------------------------- | --------------------------- | ---- |
| Самовисування               | 25                          | 83,3 |
| Партія регіонів             | 3                           | 10   |
| Комуністична партія України | 2                           | 6,7  |

#### За округами
| № округу                    | Прізвище, ім'я, по батькові     | Дата визнання обраним | Освіта             | Партійна приналежність            | Відомості про обраного депутата                      |
| --------------------------- | ------------------------------- | --------------------- | ------------------ | --------------------------------- | ---------------------------------------------------- |
| Комуністична партія України |                                 |                       |                    |                                   |                                                      |
| 3                           | Єрмаков Євген Валерійович       | 04.11.2010            | вища               | позапартійний                     | ДП Агрофірма «Магарач», інженер-програмист           |
| 14                          | Кобзарь Людмила Леонідівна      | 04.11.2010            | вища               | позапартійна                      | Вілінська загальноосвітня школа № 1, вчитель         |
| Партія регіонів             |                                 |                       |                    |                                   |                                                      |
| 2                           | Потапов Вадим Іванович          | 14.11.2010            | середня спеціальна | член Партії регіонів              | ПП Шабанов, менеджер                                 |
| 6                           | Ткачук Світлана Олександрівна   | 04.11.2010            | середня спеціальна | член Партії регіонів              | приватний підприємець                                |
| 21                          | Громов Михайло Михайлович       | 04.11.2010            | вища               | член Партії регіонів              | приватний підприємець                                |
| Самовисування               |                                 |                       |                    |                                   |                                                      |
| 1                           | Коссов Володимир Євгенійович    | 04.11.2010            | вища               | позапартійний                     | ДП Агрофірма «Магарач», юрисконсульт                 |
| 4                           | Рязанов Іван Анатолійович       | 04.11.2010            | вища               | позапартійний                     | МПП «Єлена», заступник начальника відділу маркетингу |
| 5                           | Клейман Людмила Михайлівна      | 04.11.2010            | середня спеціальна | член Комуністичної партії України | Пісчанівська сільрада, інспектор ВУС                 |
| 7                           | Хатіп Енвер Мустафайо           | 04.11.2010            | середня            | позапартійний                     | тимчасово не працює                                  |
| 8                           | Еміров Рефат Юсуфович           | 04.11.2010            | середня            | позапартійний                     | тимчасово не працює                                  |
| 9                           | Сеніч Віктор Анатолійович       | 04.11.2010            | вища               | позапартійний                     | приватний підприємець                                |
| 10                          | Мєнвапов Едем Енвєрович         | 04.11.2010            | середня            | позапартійний                     | тимчасово не працює                                  |
| 11                          | Амєтов Сабрі Давлатович         | 04.11.2010            | вища               | позапартійний                     | комунальне підприємство «Віліне», директор           |
| 12                          | Агекян Лєвон Шаваспович         | 04.11.2010            | вища               | позапартійний                     | приватний підприємець                                |
| 13                          | Губський Андій Іванович         | 04.11.2010            | вища               | позапартійний                     | приватний підприємець                                |
| 15                          | Амзаєв Арсен Асаннович          | 04.11.2010            | середня спеціальна | позапартійний                     | приватний підприємець                                |
| 16                          | Шемшедінов Зіядін Люманович     | 04.11.2010            | середня            | позапартійний                     | тимчасово не працює                                  |
| 17                          | Лагно Василь Андрійович         | 04.11.2010            | вища               | позапартійний                     | ДП Агрофірма «Магарач», бригадир                     |
| 18                          | Ібрагімов Ібрагім Ісмаілович    | 04.11.2010            | середня            | позапартійний                     | тимчасово не працює                                  |
| 19                          | Халілов Русфет Сейтмемето       | 04.11.2010            | вища               | позапартійний                     | ПП «СБО-Сервіс», охоронець                           |
| 20                          | Асанов Асан Дляверович          | 04.11.2010            | середня            | позапартійний                     | приватний підприємець                                |
| 22                          | Чайка Руслан Федорович          | 04.11.2010            | вища               | позапартійний                     | в/ч 4474, заступник командира                        |
| 23                          | Данюк Олександр Володимиро      | 04.11.2010            | вища               | позапартійний                     | Вілінська дільнична лікарня, врач-рентгенолог        |
| 24                          | Османов Фемі Февзійович         | 04.11.2010            | середня спеціальна | позапартійний                     | інвалід 2 групи                                      |
| 25                          | Єрьоменко Володимир Георгійович | 04.11.2010            | середня            | позапартійний                     | ДП Агрофірма «Магарач», керівник дільниці            |
| 26                          | Ісмаілов Рідван Шамілевич       | 04.11.2010            | вища               | позапартійний                     | приватний підприємець                                |
| 27                          | Нєбієва Оксана Анатоліївна      | 04.11.2010            | вища               | позапартійна                      | Вілінська дільнична лікарня, лікар-терапевт          |
| 28                          | Нікітін Юрій Андрійович         | 04.11.2010            | середня            | позапартійний                     | комунальне підприємство «Віліне», головний інженер   |
| 29                          | Щепкіна Віра Федорівна          | 04.11.2010            | середня            | позапартійна                      | агрофірма «Крим», інспектор відділу кадррів          |
| 30                          | Асанов Талят Руджійович         | 04.11.2010            | середня            | позапартійний                     | тимчасово не працює                                  |